# Lago do Amor
Lago do Amor är en sjö i Brasilien.   Den ligger i kommunen Campo Grande och delstaten Mato Grosso do Sul, i den södra delen av landet, 900 km sydväst om huvudstaden Brasília. Lago do Amor ligger 537 meter över havet.
Runt Lago do Amor är det i huvudsak tätbebyggt. Runt Lago do Amor är det ganska tätbefolkat, med 248 invånare per kvadratkilometer.